# 贞德半岛

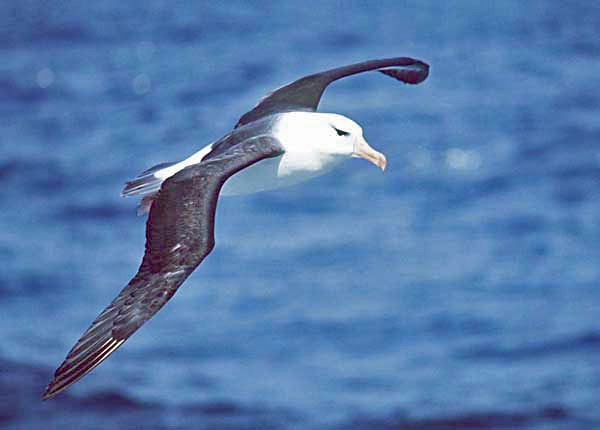

49°41′S 70°00′E / 49.683°S 70.000°E
贞德半岛（法語：Presqu'île Jeanne d'Arc），又译让娜·达尔克半岛，是南極洲的半島，位於凱爾蓋朗群島，由法屬南部領地負責管轄，長38公里、寬12公里，其中120平方公里地區被國際鳥盟列為重點鳥區。